# Maleva
Maleva é uma banda estoniana de thrash metal formada em janeiro de 2006.

## Integrantes

### Membros atuais
- Marti Mereäär – vocal e guitarra
- Ats Rebane – guitarra
- Margus Naaber – baixo
- Priidu Peegel – bateria

### Ex-membros
- Triinu Peegel – vocal